# Низхідний порядок розробки
Низхідний порядок розробки (рос. нисходящий порядок разработки, англ. mining to the dip; нім. fallende Abbauführung f) -
- 1) Н.п.р. світи пластів — послідовність розробки пластів у світі, при якій на даному горизонті шахти в межах блоку, поверху або всього шахтного поля за падінням (підняттям) спочатку відпрацьовують верхній (найвищий) пласт або декілька верхніх пластів світи, а після цього нижній (який лежить нижче) пласт (пласти). Світа може бути поділена на дві або декілька груп, з яких кожна наступна вводиться в експлуатацію після відробки світи, залеглої нижче.
- 2) Низхідний порядок шарової розробки пласта — послідовність шарової розробки потужного пласта, при якій у межах виїмкового поля або виїмкової дільниці спочатку відпрацьовують верхній (найвищий) шар, після цього наступний за ним нижній і т. д. до найнижчого.
- 3) Н. п. р. виїмкових ступенів (див. ступінь виїмковий) у шахтному полі — послідовність розробки відповідних частин шахтного поля, при якій спочатку відпрацьовують верхній ступінь, після цього наступний за ним нижній і так далі до найнижчого.
- 4) Н.п.р. панелі — послідовність розробки, при якій спочатку відпрацьовують верхній, прилеглий до корінного вентиляційного штреку ярус, після цього наступний за ним нижчий і так до найнижчого.
- 5) Н.п.р. поверхів — послідовність відробки поверхів згори вниз, прийнята в основному при підземній експлуатації рудних родовищ та крутих вугільних пластів.